# Jakob Piil
Jakob Storm Piil (* 9. března 1973 Virum) je bývalý dánský cyklista. Měří 182 cm a váží 67 kg. Jeho bratrancem je Jørgen Vagn Pedersen. V roce 2002 byl zvolen dánským cyklistou roku.
Začínal s dráhovou cyklistikou. Šestkrát se stal mistrem Dánska: třikrát v madisonu, dvakrát ve stíhacím závodě družstev a jednou v bodovacím závodě. Startoval na LOH 1996, kde ve stíhacím závodě družstev obsadil třinácté místo, a na LOH 2000, kde skončil v madisonu spolu s Jimmi Madsenem na dvanáctém místě. S Madsenem také získal stříbrnou medaili na mistrovství světa v dráhové cyklistice 1999 a v roce 2005 vyhrál šestidenní závody v Kodani.
V silniční cyklistice se stal dvakrát mistrem Dánska v časovce družstev a jednou v závodě jednotlivců. V roce 1999 se stal vítězem závodů Kolem Švédska a Philadelphia International Cycling Classic. V letech 2000 až 2006 jezdil za Team CSC. V roce 2001 vyhrál Závod míru a Grand Prix La Marseillaise, v roce 2002 etapový závod Kolem Dánska a klasiku Paříž–Tours a v roce 2003 Colliers Classic v Aarhusu. Čtyřikrát se zúčastnil Tour de France, v roce 2003 zvítězil v desáté etapě. Na mistrovství světa v silniční cyklistice skočil v roce 2005 šestý v závodě kategorie elite. Kariéru ukončil v roce 2007.